# 国事詔書 (1713年)

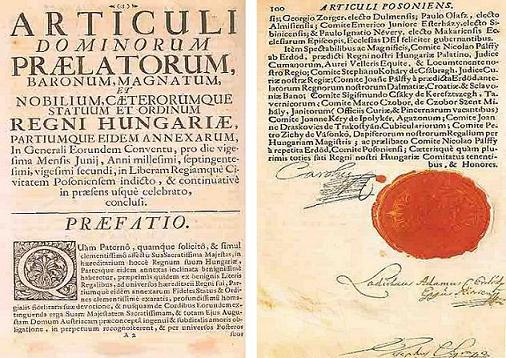
カール6世の詔書（1713年頃）

国事詔書（こくじしょうしょ、ドイツ語: Pragmatische Sanktion、プラグマーティッシェ・ザンクツィオーン）は、1713年4月19日に神聖ローマ皇帝カール6世によって発布された詔書（家法）である。ハプスブルク家世襲領の一体不可分が定められ、統一的な継承秩序を目的としていたと考えられる。

## 内容
国事詔書は王位継承権に関するサリカ法からの方向転換を示し、長子相続の原則と補助的な女系相続の原則からなる。
国事詔書によると、王位継承順は、第一に長男、第二に長男が築いた系統、第三にそれ以外の男系系統（同様の原則に従って）、（男系が完全に断絶した場合）最後の王位継承者の長女、その子孫による女系系統の順番になる。
この最後のケースがまもなく発生した。つまり、1740年にカール6世が死去した後、その長女マリア・テレジアが国事詔書に基づいてハプスブルク諸領邦の継承者となったのである。カール6世は、国事詔書を自分の娘のために発布したと記述されることもあるが、正しいとは言えない。マリア・テレジアは国事詔書の発布後、1717年に生まれているからである。またカール6世は、1716年に夭折してしまうがレオポルト・ヨハンという男系継承者も得ていた。さらなる展開の中で、ヨーゼフ1世の娘たちの継承権が国事詔書によって無効化されたことが判明した。

## 相互継承法
国事詔書は直接スペイン継承戦争の流れで締結された1703年9月12日のハプスブルク家法、すなわち「相互継承法」に起因するものであった。これは本質的に国事詔書と同じ内容のものであったが、1364年のルドルフ家法の伝統で、当時の皇太子ヨーゼフとカールの子孫（ヨーゼフ系統、カール系統）の相互継承を意図し、改まって発表された国事詔書とは対照的に、秘密に伏せられていた。国事詔書の重要性は、それゆえにとくにすでに10年来効力を発揮してきた規定の公表にあった。

## 国事詔書の法的地位
国事詔書は相互継承法（Pactum mutuae successionis）とは対照的に家法であっただけでなく、個々のハプスブルク世襲領の国法に応じて各領邦から承認を得る必要があった。まず1720年にボヘミア王国議会、翌21年にクロアチア王国議会（サボル）、さらに1722年にトランシルヴァニア議会にて、順調に認められた。
一方ハンガリー王国議会では様相が異なり、議論に最も時間を要した。ハプスブルク家領の不可分性を承認する条件として、「ハンガリーの国制上の独自性と貴族特権の尊重、独自の戴冠の維持、および固有の法律・慣習法による国内行政の再度の確認」が厳格に求められたからである。法条項I, II, IIIによって、実際には意味を持たないであろう、いくつかの相違点はあったが、最終的には承認されたが、1722-23年までずれ込むこととなった。
兄ヨーゼフ1世の娘たちとその夫たち（バイエルン選帝侯、ザクセン選帝侯）の請求の可能性を考慮して、カール6世は他のヨーロッパ諸国による規則の承認に尽力した。1725年から1730年までの間に、彼は腹心バルテンシュタイン男爵の協力もあり、プロイセンやイギリスをはじめとするほとんどの外国諸国の承認を取り付けることができた。しかし、これは条件付きの成功であった。というのも、1740年10月20日の皇帝の死後、状況は様変わりするからである。
バイエルン選帝侯カール・アルブレヒトとザクセン選帝侯フリードリヒ・アウグスト2世は、国事詔書の効力に疑義を唱え、マリア・テレジアの継承権を否認し、それぞれヨーゼフ1世の娘でもある、自分たちの妻の名の下にハプスブルク世襲領への請求権を掲げた。 
プロイセン王フリードリヒ2世は、先代が1728年に国事詔書およびハプスブルク家領の一体不可分相続を認めていたにもかかわらず、シュレジェンの一部への請求権（1687年に放棄したが、その代替地の譲渡が履行されていなかった）を持ち出して、プロイセンへのシュレジェンの割譲を要求した。
その結果がオーストリア継承戦争である。1748年のアーヘンの和約で国事詔書は一般的に承認され、1918年の君主国崩壊まで効力を持ち続けた。

## 法制史的意義
オーストリアの歴史叙述の中（特に1918年以前）で、国事詔書と諸領邦によるその承認はハプスブルク君主国の実際の建国法と見なされてきた。諸領邦がそれでもって共通の国家の建国の意志をはっきりと示したからである。実際に国事詔書まで帝冠諸邦の一つの共通の国家への帰属を定めた国法的詔書は存在しない。1867年のオーストリア＝ハンガリーのアウスグライヒ法は、国事詔書をハンガリー王冠諸邦（トランスライタニエン）と残りの諸王国および諸領邦（ツィスライタニエン）との間の結びつきの根拠として強調して引き合いに出している。その点で国事詔書は1918年までドナウ君主国とハプスブルク家の存在にとって高度な国法的かつ象徴的な意義を持っていたといえる。